# Hải An, Hải Phòng
Phường Hải An là một phường thuộc thành phố Hải Phòng.

## Địa lý
Phường Hải An có vị trí địa lý:
- Phía bắc và phía đông giáp phường Đông Hải.
- Phía nam giáp vịnh Bắc Bộ.
- Phía tây giáp phường Gia Viên, phường Hưng Đạo và phường Dương Kinh.

## Lịch sử
Địa giới phường Hải An trước đây thuộc quận Hải An, thành phố Hải Phòng.
Ngày 16 tháng 6 năm 2025, Ủy ban Thường vụ Quốc hội bàn hành Nghị quyết sắp xếp các đơn vị hành chính cấp xã thuộc thành phố Hải Phòng năm 2025. Theo đó, sắp xếp toàn bộ diện tích tự nhiên, quy mô dân số của các phường Cát Bi, Đằng Lâm, Thành Tô, Đằng Hải, Tràng Cát, một phần diện tích tự nhiên, quy mô dân số của phường Nam Hải và một phần diện tích tự nhiên của phường Đông Hải 2 thành phường mới có tên gọi là phường Hải An.
Căn cứ theo đề án sắp xếp đơn vị hành chính cấp xã của thành phố Hải Phòng năm 2025, phường Hải An được thành lập từ:
- Toàn bộ diện tích tự nhiên là 0,71 km² và quy mô dân số là 18.343 người của phường Cát Bi;
- Toàn bộ diện tích tự nhiên là 2,13 km² và quy mô dân số là 28.104 người của phường Đằng Lâm;
- Toàn bộ diện tích tự nhiên là 3,27 km² và quy mô dân số là 14.897 người của phường Thành Tô;
- Toàn bộ diện tích tự nhiên là 3,12 km² và quy mô dân số là 25.479 người của phường Đằng Hải;
- Toàn bộ diện tích tự nhiên là 27,82 km² và quy mô dân số là 12.525 người của phường Tràng Cát;
- Một phần diện tích tự nhiên là 1,80 km² của phường Đông Hải 2;
- Một phần diện tích tự nhiên là 1,14 km² và quy mô dân số là 3.300 người của phường Nam Hải.

Phường Hải An có diện tích tự nhiên là 39,99 km2 (đạt 727,09% so với quy định), quy mô dân số là 102.648 người (đạt 228,11% so với quy định).
Về tên gọi, phường Hải An kế thừa tên gọi của quận Hải An trước kia.

## Địa danh

Sân bay quốc tế Cát Bi

- Sân bay quốc tế Cát Bi
- Trường THPT chuyên Trần Phú
- Làng hoa Hạ Lũng